# Oskar Schindler
Oskar Schindler (ur. 28 kwietnia 1908 w Svitavach, zm. 9 października 1974 w Hildesheimie) – niemiecki przedsiębiorca, członek partii nazistowskich (SdP i NSDAP) oraz agent Abwehry, który wykorzystywał niewolniczą pracę żydowskich robotników przymusowych, a następnie uratował część z nich przed zagładą w niemieckich obozach koncentracyjnych.

## Życiorys
Schindler urodził się w Zwittau w Austro-Węgrzech, obecnie Svitavy w Czechach, w zamożnej rodzinie kupieckiej. Rodzina poniosła duże straty w czasie kryzysu gospodarczego lat 30. XX wieku. W 1928 ożenił się z Emilie Pelzl, małżeństwo nie miało dzieci. Schindler został przedstawicielem handlowym jednego z zakładów przemysłowych w Brnie. W 1935 przystąpił do Partii Sudeckoniemieckiej (SdP), nieco później został agentem Abwehry – wywiadu i kontrwywiadu niemieckich sił zbrojnych. Za tę działalność został aresztowany przez władze czechosłowackie w 1938, zwolniono go z więzienia po aneksji Kraju Sudetów przez III Rzeszę, wstąpił wówczas do NSDAP. W 1939 r. wziął udział w prowokacji gliwickiej. Po inwazji niemieckiej na Polskę był jednym z wielu przedsiębiorców, którzy szukali zysków na nowych terytoriach. Schindler przejął za niewielkie pieniądze Pierwszą Małopolską Fabrykę Naczyń Emaliowanych i Wyrobów Blaszanych „Rekord” w Krakowie w Podgórzu, którą przemianował na Deutsche Emaillewarenfabrik (Niemiecka Fabryka Wyrobów Emaliowanych), produkując początkowo naczynia emaliowane, a potem amunicję. Do pracy pozyskał około 1300 żydowskich robotników, którzy wykonywali tam niewolniczą pracę. Początkowo ochrona robotników była prawdopodobnie motywowana chęcią pomnożenia zysków, ale potem Schindler zapoczątkował aktywną opiekę nad pracownikami, utrzymując np. że wykwalifikowani robotnicy są niezbędni dla pracy fabryki, zaś próba zaszkodzenia im spowoduje wniesienie przez niego żądania o odszkodowanie od niemieckiego rządu.

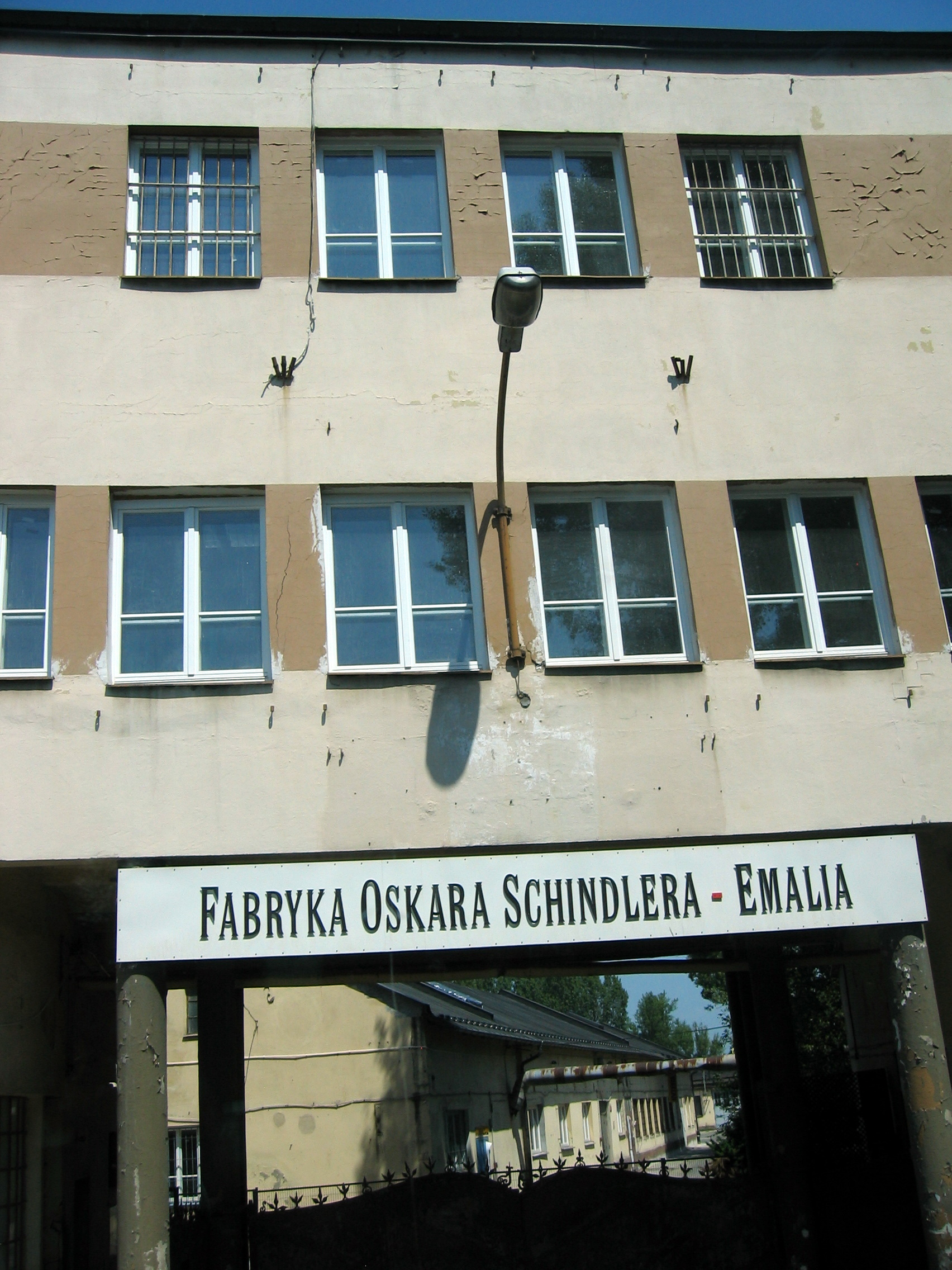
Pierwsza Małopolska Fabryka Naczyń Emaliowanych i Wyrobów Blaszanych „Rekord” w Krakowie, tzw. fabryka Schindlera (2006)

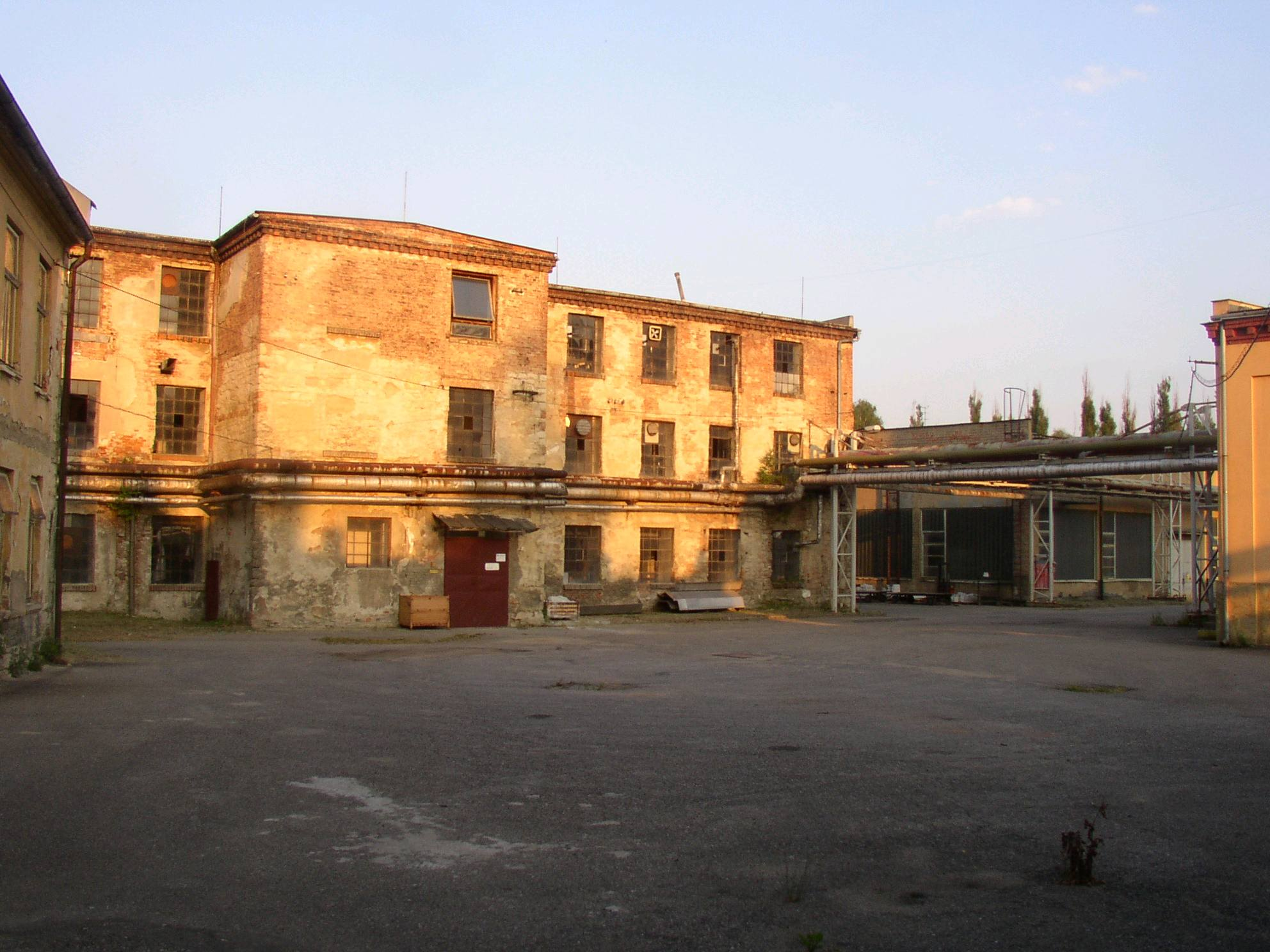
Fabryka Schindlera w Brněnecu (2004)

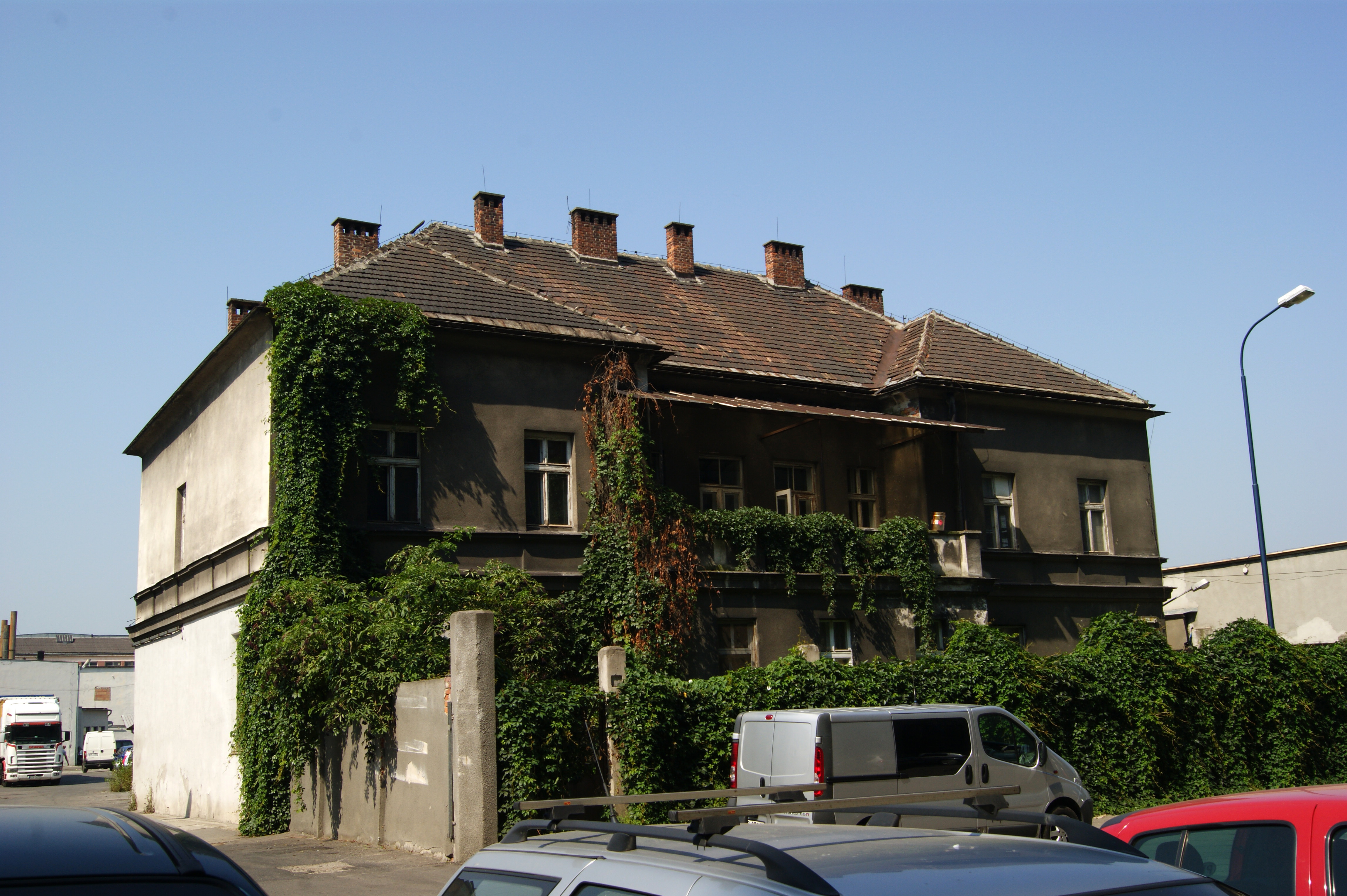
D. fabryka siatek, mebli, konstrukcji żelaznych i wyrobów ornamentowych kutych Józefa Goreckiego na krakowskim Zabłociu przy ul. Romanowicza 9, obok Fabryki Emalia; przez pewien czas mieszkał w niej Oskar Schindler

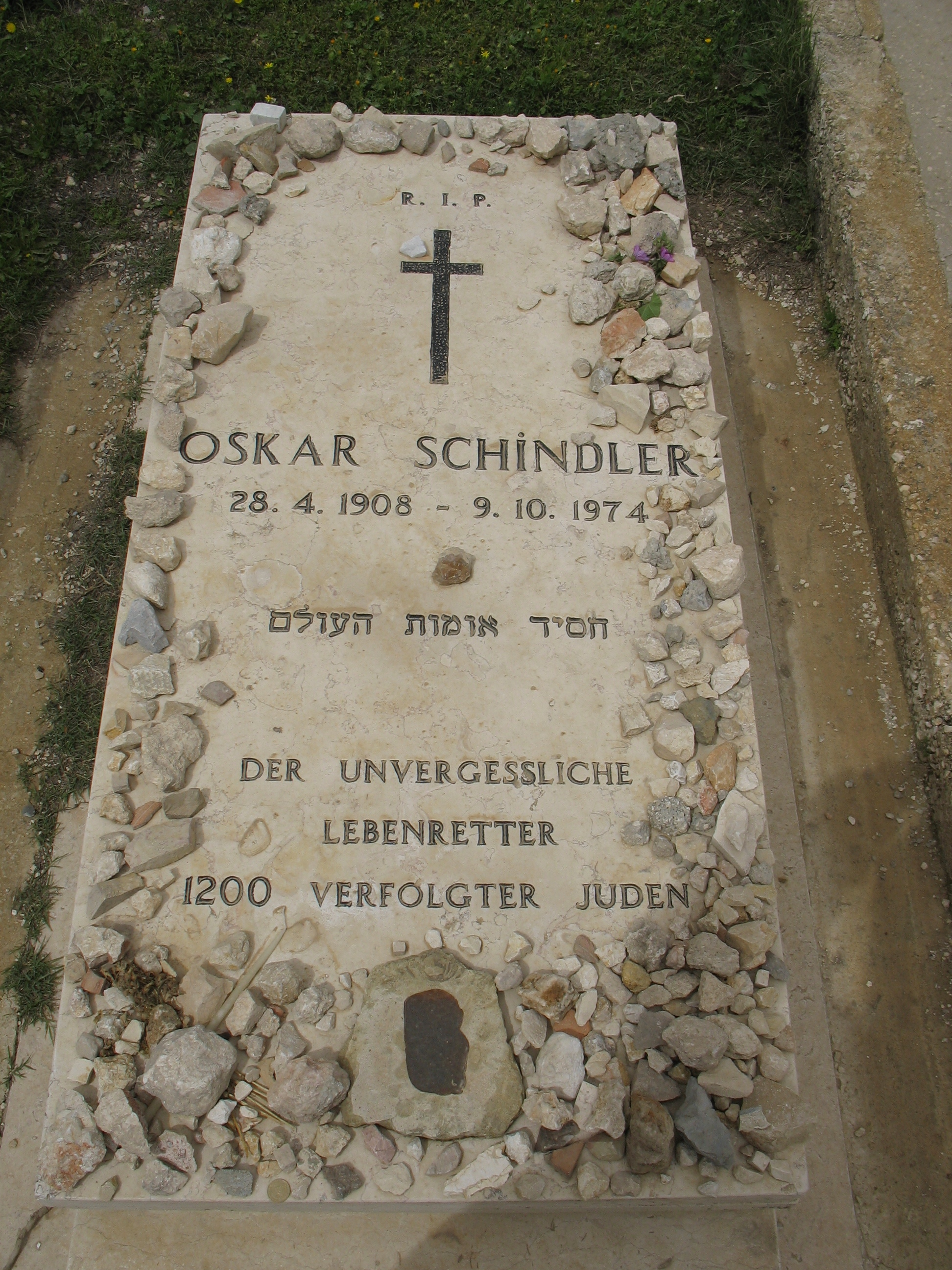
Grób Oskara Schindlera

Punktem zwrotnym był początek likwidacji krakowskiego getta w 1942 roku. Niemieccy żołnierze przetransportowali Żydów do obozu pracy przymusowej w Płaszowie (obóz koncentracyjny od 1944 roku), zabijając wielu z tych, którzy usiłowali się ukryć w swoich domach. Wykorzystując swoje umiejętności negocjacyjne i dając łapówki, postanowił ocalić swoich pracowników, których zwano Schindlerjuden (Żydzi Schindlera). Z komendantem obozu Amonem Göthem zawarł umowę o przeniesieniu 900 Żydów do przylegającego do fabryki podobozu, gdzie byliby mniej narażeni na szykany i rabunek ze strony strażników obozu głównego. Gdy pod koniec wojny Armia Czerwona zbliżała się do Krakowa, niemieckie obozy zostały zlikwidowane, a ich więźniowie w większości zgładzeni. Schindlerowi udało się w październiku 1944 roku przenieść 1200 pracowników do fabryki w podobozie obozu Groß-Rosen Brünnlitz w Okręgu Rzeszy Kraj Sudetów (dzisiaj Brněnec w Czechach), a gdy transport został po drodze skierowany do obozu w Auschwitz-Birkenau, zdołał ich stamtąd wydostać. Brünnlitz zostało wyzwolone w maju 1945 roku.
Pod koniec wojny Schindler wyemigrował do Argentyny, gdzie zbankrutował. W 1958 zdecydował się wrócić do Niemiec, prowadził kolejno szereg nieudanych interesów. W tym okresie jeździł też do Izraela, gdzie spotykał się ze swoimi dawnymi podopiecznymi.
Zmarł w Hildesheimie, wskutek niewydolności wątroby. Zgodnie ze swoim życzeniem został pochowany na katolickim cmentarzu parafialnym na górze Syjon w Jerozolimie. Przed pochówkiem trumnę z ciałem poniesiono ulicami Jerozolimy. Jego grób jest od wielu lat miejscem pielgrzymek uratowanych przez niego Żydów i ich rodzin.
W 1962, w Alei Sprawiedliwych w Yad Vashem, zasadzono drzewko na cześć Schindlera. W 1993 Instytut Jad Waszem uhonorował go tytułem „Sprawiedliwy wśród Narodów Świata”.

## Oskar Schindler w filmie
Historię Schindlera opisał w swojej powieści Schindler’s Ark (Arka Schindlera) australijski powieściopisarz Thomas Keneally, zaś Steven Spielberg wyreżyserował na jej podstawie film Lista Schindlera (Schindler’s List), nakręcony w dużej mierze w Polsce, na miejscu zdarzeń, z udziałem polskich aktorów i statystów. W roli głównej wystąpił Liam Neeson.